# Rota de comércio

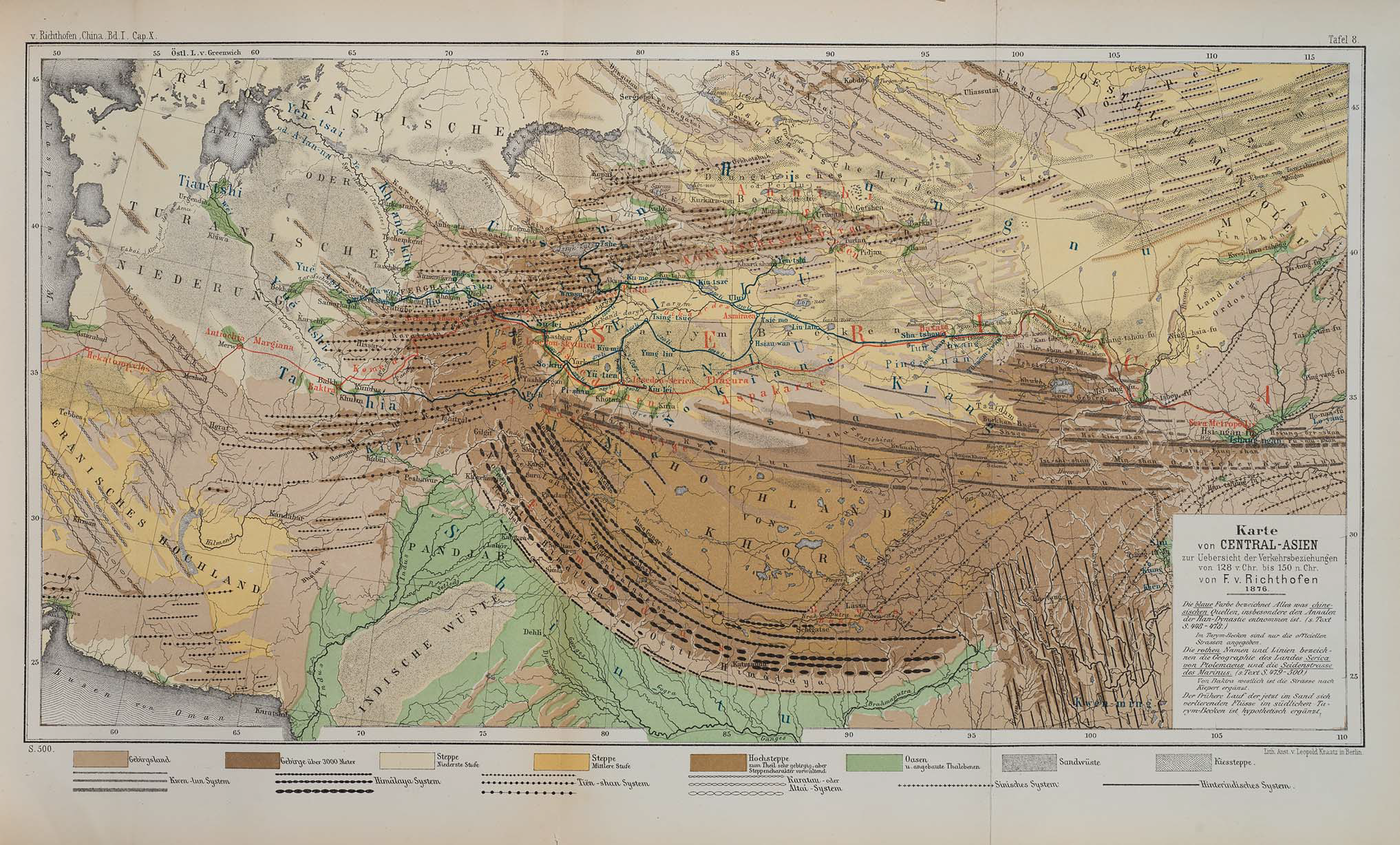
Mapa da Ásia Central com suas rotas comerciais e movimentos entre 128 a.C. a 150 d.C.

Uma rota comercial é uma rede logística que consiste em uma série de caminhos e paradas utilizados para o transporte comercial de cargas. O termo também pode ser aplicado ao comércio realizado através de rios, lagos, mares, etc. Uma única rota comercial, permitindo que as mercadorias cheguem a mercados distantes, contém artérias de longa distância, que podem ainda ser conectadas a redes menores de rotas de transporte comerciais e não comerciais. Entre as notáveis rotas comerciais estava a rota do Âmbar, que servia como uma rede confiável para o comércio de longa distância. O comércio marítimo ao longo da Rota das Especiarias tornou-se proeminente durante a Idade Média, quando as nações recorreram aos meios militares para o controle desta influente rota. Na Idade Média, organizações destinadas a proteger os interesses dos mercadores e do comércio, como a Liga Hanseática, tornaram-se cada vez mais proeminentes..
Nos tempos modernos, a atividade comercial mudou das principais rotas comerciais do Velho Mundo para rotas mais novas entre os estados-nação modernos. Essa atividade às vezes era realizada sem a proteção tradicional do comércio e sob acordos internacionais de livre comércio, que permitiam que mercadorias comerciais cruzassem fronteiras com restrições relaxadas. O transporte inovador dos tempos modernos inclui o transporte por dutos e o comércio relativamente conhecido envolvendo rotas ferroviárias, automóveis e companhias aéreas de carga.

## Importantes rotas de comércio

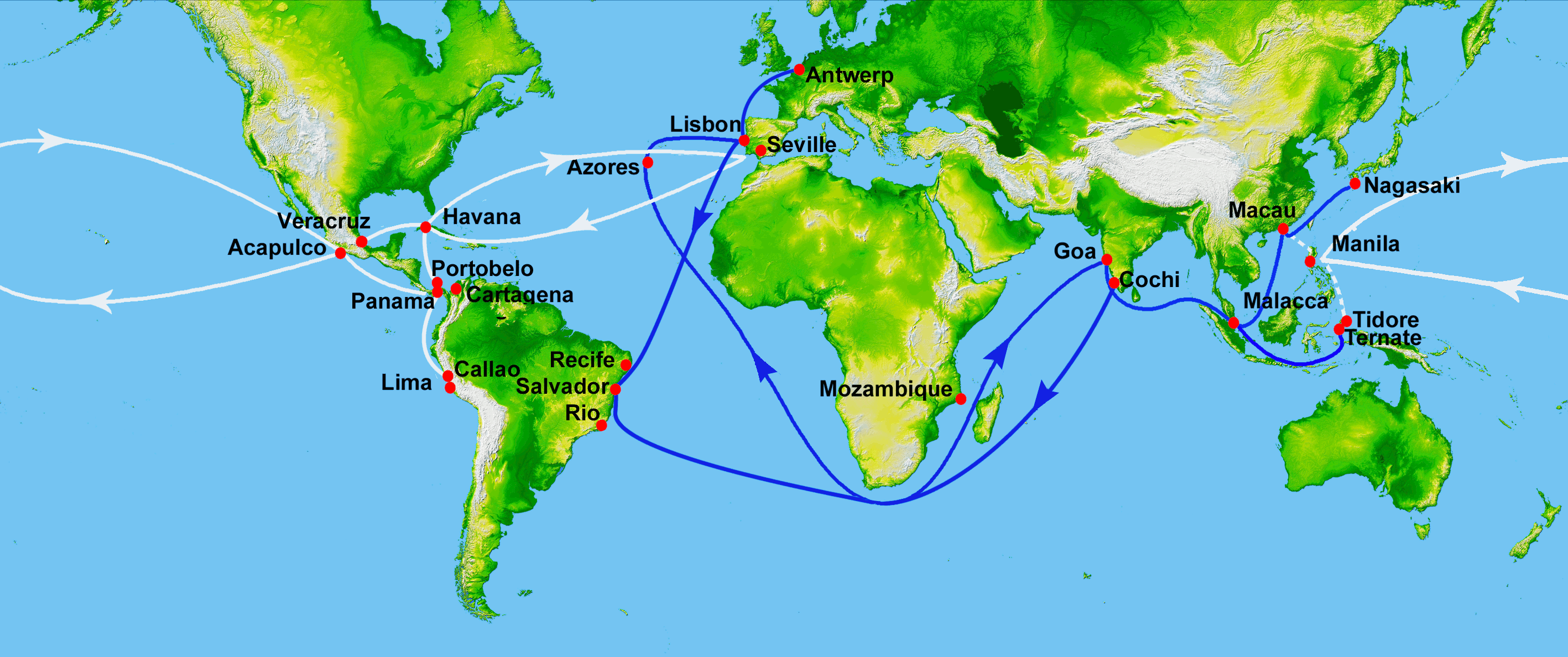
Frotas portuguesas da Índia e rotas comerciais (azul) desde a viagem de Vasco da Gama em 1498 e as rotas comerciais dos galeões espanhóis Manila-Acapulco (branco) estabelecidas em 1568.

- Rotas da seda e especiarias interligavam vários impérios pela Europa e Ásia, inclusive o Império Romano e a dinastia Han, por volta do século I. Essas rotas conectavam um número de pontos de comércio e cruzavam por grande parte do mundo até então conhecido. As rotas de comércio feitas via terrestre chamavam-se "rota da seda" e via marítima eram conhecidas por "rota das especiarias".
  - A Rota da Seda era a principal rota de comércio que iniciava no planalto iraniano e seguia até alcançar a parte ocidental da China, indo de oásis a oásis e margeando os desertos da Ásia Central, sendo muito utilizada mesmo antes de ser oficialmente autorizada.
  - A Estrada Real Persa foi mandada construir pelos reis persas, com a instalação de grandes prédios (caravançarás) destinados à hospedagem gratuita das caravanas, ao longo da antiga Rota da Seda através do planalto iraniano.
  - A Rota das especiarias vinha da Arábia, Pérsia e Índia e seguia para  Guangzhou na China, evitando o Estreito de Malaca.
  - A antiga rota transpeninsular, parte da antiga rota das especiarias na Península da Malásia.
  - A Estrada do incenso ligava a Península arábica ao Norte da África, Levante e Europa e era largamente percorrida pelos comerciantes árabes que supriam aquelas regiões com olíbano e mirra de Omã e do Hadramaute.
  - A antiga Estrada do Rei e a Via Maris que ligavam o Egito à Mesopotâmia via Levante.
- A Estrada do âmbar ligava as costas do Mar do Norte e Mar Báltico pelos caminhos dos rios Vístula e Dniepre à Itália, Grécia, Mar Negro e Egito. A Rota da Seda poderia então ser alcançada no Mar Negro para a continuação do transporte do âmbar do Báltico.
- A Rota dos varegues para os gregos utilizando o transporte de suas embarcações via terrestre na Rússia para atravessar a Europa e possibilitando uma rota de navegação alternativa do Mar do Norte e Báltico para o Mar Negro e o Mediterrâneo, alcançando também o Mar Cáspio.
- A Rota Trans-Sahariana ligava a África Ocidental e os países mediterrâneos.
- A rota anual do Galeão de Manila, ligando Manila a Acapulco era a rota de comércio trans-pacífica mais famosa dos séculos XVI e XVII.
- o Caminho do Peabiru ligava a cordilheira dos Andes ao Oceano Atlântico durante a era pré-colombiana.